# Bergantín Potrillo
El bergantín Potrillo fue una nave mercante artillada originariamente estadounidense que fue comprada por el gobierno de Chile en abril de 1813 en el mismo puerto de Valparaíso con el propósito de romper el bloqueo naval español sobre las costas de Chile. En su primera salida es capturado. Desde esa fecha en 1813 y tras años de servicio en la armada española, posteriormente, en 1820 será recapturada por la fragata O'Higgins formando parte de las naves de la Expedición Libertadora del Perú.

## Características
Mercante estadounidense de nombre Colt. Construida en Baltimore entre 1811 y 1812 aparejado como bergantín. De 260 toneladas y que fue artillada con 10 cañones cortos de 9 lbs., 8 cañones largos de 12 lbs., 2 cañones de 6 lbs. y 2 pedreros.

## Historia
La independencia de Chile comenzó el 18 de septiembre de 1810 con el establecimiento de la Primera Junta de Gobierno iniciándose el período conocido como Patria Vieja. En junio de 1811 declaran el libre comercio en contra de la legalidad establecida, por lo que el virrey del Perú José de Abascal dispuso el bloqueo de los puertos de Chile en poder insurgente. 
La fragata Warren, alias Javiera, una corbeta ex-norteamericana apresada por marinos españoles en 1807 por hacer contrabando en la isla Quiriquina, procede al bloqueo naval del puerto de Valparaíso, ante lo cual el presidente de la Junta Provisional de Gobierno José Miguel Carrera ordenó al gobernador de Valparaíso Francisco de la Lastra que organizara una fuerza naval para romper dicho bloqueo.
En conformidad a un decreto de fecha 22 de abril de 1813 De la Lastra compró el bergantín norteamericano Potrillo y arrendó la fragata mercante estadounidense Pearl, la que fue artillada con cañones requisados por el gobierno de Chile de la corbeta mercante portuguesa San José de la Fama. El 2 de mayo de 1813 zarparon a romper el bloqueo español, pero junto con zarpar la tripulación de la Perla se sublevó y se unió a las nave española Warren y entre ambas rindieron al Potrillo, luego La Perla y el Potrillo continuaron rumbo a El Callao. De esta manera fracasó este Primer Intento de incursionar en el mar debido a que las tripulaciones contratadas no eran nacionales, sino marineros extranjeros que actuaban de mercenarios.
El buque Potrillo capturado se empleó a fondo al servicio de la armada española en las costas del Pacífico del Sur, a las misiones de corsario, entre cuyas presas figuran la Captura de la fragata Nueva Limeña, se suman otras de guardacostas, vigilancia, correos y transporte desde su captura en 1813 en las costas de Chile. 
Fue recapturado el 20 de enero de 1820 por la fragata "O'Higgins" y empleado como transporte en la Expedición Libertadora del Perú.